# Artlantis
Artlantis es el nombre genérico de un software producido por Abvent usados comúnmente junto a Archicad, para realizar renders, en otras palabras, transformar el 3D rudimentario en una imagen que conste de: sombras, texturas foto-realistas y sobre todo de luces; además se pueden insertar objetos “prediseñados” que, a diferencia de otros software de render, pueden tener parámetros de edad, así también cuenta con la diferencia principal de ser un software automatizado para la rama de Modelado Arquitectural, por lo cual este software no cuenta con las herramientas estándar de edición de polígonos, tales como: Vertex, Fames, etc.
Por su limitación a la hora de editar objetos, Artlantis no tiene una herramienta de exportación, lo que restringe su uso en otras ramas no “arquitectónicas”

## Versiones

### Artlantis Studio
Es la versión más completa, puesto que cuenta con las funciones básicas:
- Materiales (Shader)
- Luces
- Solariscopio (Heliodon o luz de día)
- Objetos
- Perspectivas
- Vistas paralelas

Además también cuenta con herramientas avanzadas:
- Panoramas
- Objetos VR
- Animaciones

Cabe resaltar que en esta versión es factible importar libremente objetos 3D de Archivos DWG, DWF, DXF (Autocad); 3DS (3D Studio Max); SKP Sketchup; OBJ; FBX; GS1 y obviamente las extensiones propias ATL, OPT(Escenas) y AOF (Objetos)

### Artlantis Render
En esta versión se tienen a la mano todas las funciones básicas, puesto que este “paquete” solo está hecho para su uso en la creación de renders, de ahí su nombre.
También, se puede ver una limitación a la hora de importar los modelos de otro software, puesto que solo se puede usar las extensiones propias.

## Funciones Básicas

### Materiales
Comúnmente llamando shaders, debido a los errores de traducción que contiene el programa, es la función que se encarga de manejar los diferentes materiales, texturas y las características de estas: Brillo, Reflexión, Rugosidad, Planeidad, Trasparencia entre otros.

### Luces
Función que se encarga de crear, mover y editar las diferentes fuentes de luces que existen o se crean en la escena

### Solariscopio
Función por la cual se edita o crean diferentes “soles” o luces de día, con la cual se activa la herramienta de radiosidad, en esta función se hace notoria la existencia de automatismo en cuanto a altura y demás. Pero también existe la configuración manual.

### Objetos
Función por la cual se posicionan, crean y editan (solo en aspectos básicos) los objetos presentes en el escenario, de esta manera se pueden ``introducir`` partes de la librería interna que trae incluido el programa. Cabe resaltar que al importar un objeto, solo se llega a ver el escenario y no los sub-objetos que este en él, una limitación que para muchos se atribuye a la simpleza del código fuente del programa. 

### Perspectivas
Con esta función, básicamente se insertar, mueven y editan las cámaras que cuente con un punto de fuga o en otras palabras que vean al objeto como en realidad es, a diferencia de versiones anteriores, en Artlantis 2.1 se puede observar la presencia de un cubo de corte, con lo cual se puede ver el interior de nuestra escena.

### Vistas Paralelas
Esta es una función no muy usada puesto que no representa naturalmente el modelo, pero da a conocer íntegramente las proporciones del mismo